# Tyrach
Tyrach est un dirigeant pétchenègue en 1048, également connu sous le nom de Tirakh ou Tirek, dont la querelle avec son commandant militaire Ioannes Kégénès conduit à la révolte Pétchenègue de 1048-1053. Kégénès et ses partisans déménagent à Paristrion. Avec la bénédiction de l'empereur Constantin IX Monomaque, Kégénès doit protéger un secteur de l'empire de l'invasion, mais continue à harceler Tyrach. Tyrach répond par une invasion massive de l'Empire byzantin, mais, une fois vaincu, est autorisé à garder son armée pour aider à défendre l'empire contre les incursions seldjoukides. Tyrach se tourne plutôt vers la rébellion et est arrêté. Kégénès est alors envoyé pour le remplacer, mais à la suite de rumeurs d'insurrection, il est également arrêté. L'empereur se tourne de nouveau vers Tyrach pour diriger les Pétchenègues, mais il se rebelle à la place et est vaincu lors d'une bataille décisive à Andrinople en 1050 où il meurt vraisemblablement, sans que ça ne mette fin à la révolte.